# Philobota cirrhocephala
Philobota cirrhocephala is een vlinder uit de familie van de sikkelmotten (Oecophoridae). De wetenschappelijke naam van de soort werd in 1917 als Nephogenes cirrhocephala gepubliceerd door Alfred Jefferis Turner.